# Ostrá Hora

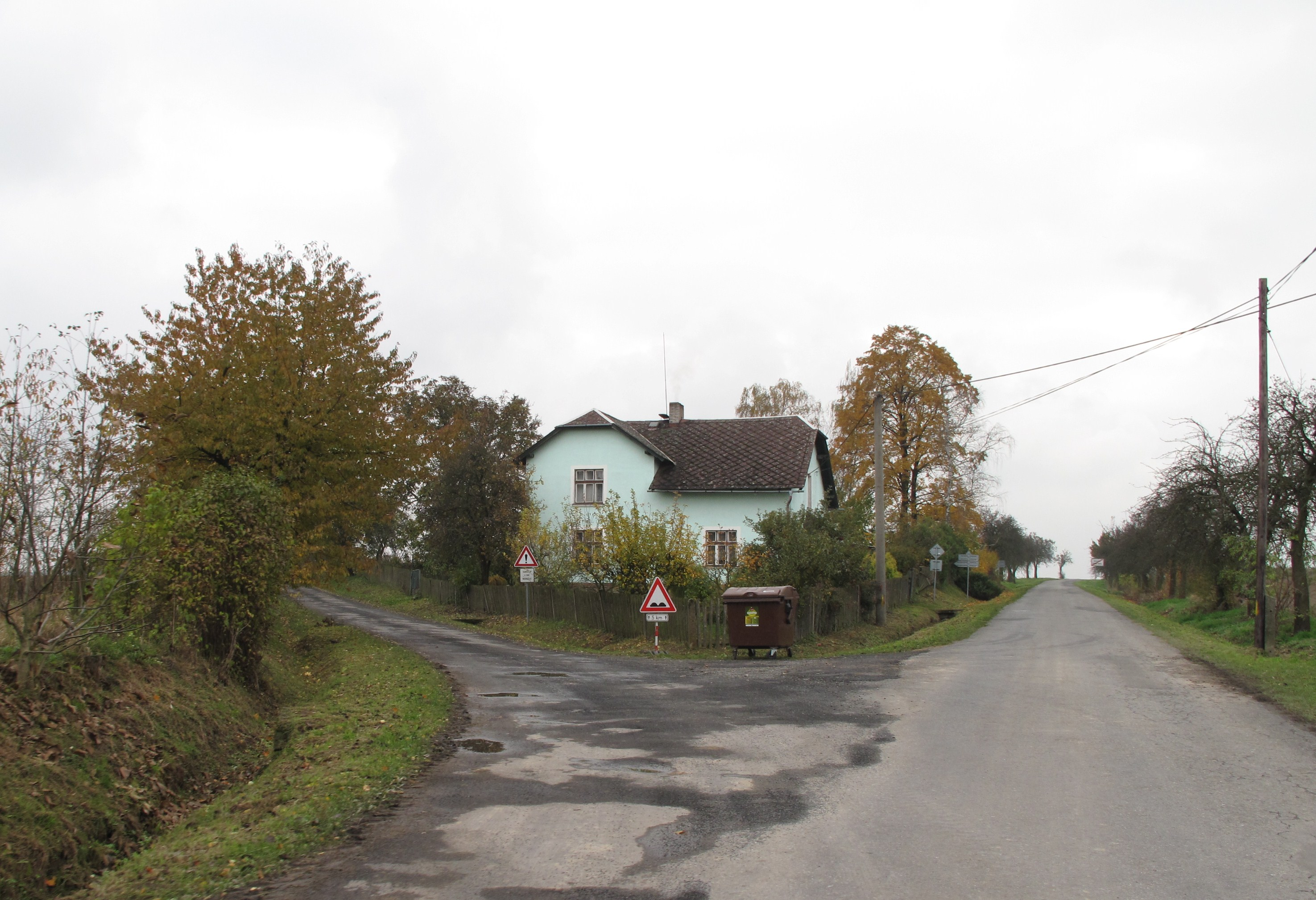
Straßengabelung nach Hrozová und Slezské Rudoltice

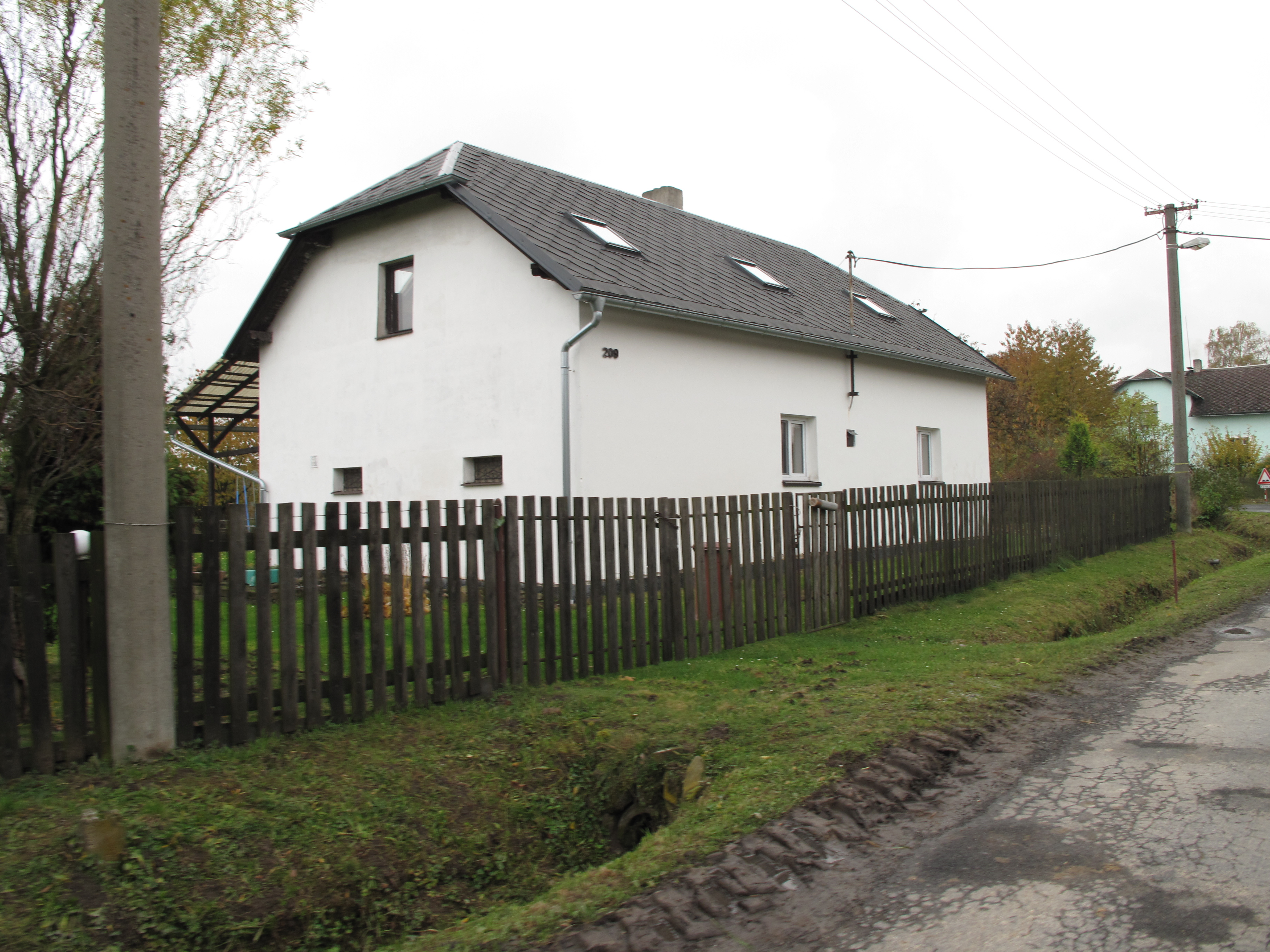
Haus Nr. 209

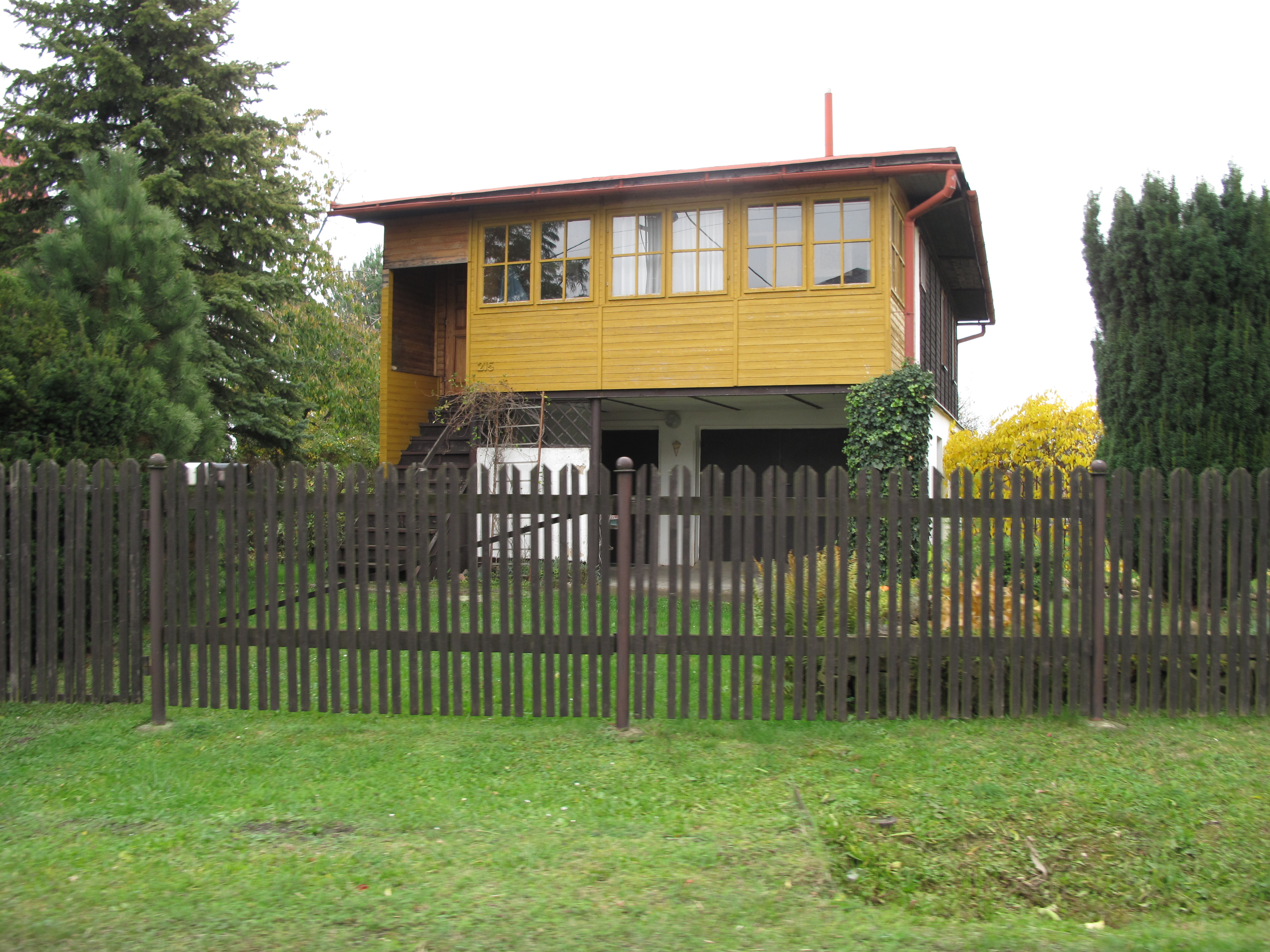
Haus Nr. 215

Ostrá Hora (deutsch Schärfenberg) ist ein Ortsteil der Gemeinde Bohušov (Füllstein) in Tschechien. Er liegt viereinhalb Kilometer südlich von Osoblaha (Hotzenplotz) und gehört zum Okres Bruntál. 

## Geographie
Das Straßendorf Ostrá Hora befindet sich am Rande der Zlatohorská vrchovina (Zuckmanteler Bergland) in der Jindřichovská pahorkatina (Hennersdorfer Hügelland) auf einem Riedel zwischen den Tälern der Osoblaha (Ossa) und der Hrozová (Grossebach). Nordöstlich erhebt sich der Kotlový vrch (Kesselsberg, 286 m. n.m.), im Südosten der Bílý kámen (Weissenstein, 271 m. n.m.), südlich die Ostrá hora (276 m. n.m.), im Südwesten der Dubský kopec (Eichberg, 284 m. n.m.) sowie nordwestlich der Burgberg (266 m. n.m.) mit der Burgruine Füllstein und der Vinný vrch (Weinberg, 266 m. n.m.).
Nachbarorte sind Bohušov und Sławoszów (Amaliengrund) im Norden, Dobrogostów (Kolonie Karlsberg) und Kašnice (Kaschnitzberg) im Nordosten, Matějovice (Matzdorf) und Kwiatoniów (Blümsdorf) im Osten, Gadzowice (Schmeisdorf), Gołuszowice (Kreuzendorf) und Rusín (Rausen) im Südosten, Hrozová (Grosse) im Süden, Koberno (Kawarn), Amalín (Amalienfeld) und Grundek (Grundeck) im Südwesten, Dubský Mlýn (Eichmühle), Kampelička (Kampeldörfel) und Dolní Povelice (Nieder Paulowitz) im Westen sowie Lesní Mlýn (Buschmühle) im Nordwesten.

## Geschichte
Nach 1767 vereinigte Albert Joseph von Hoditz das Lehngut Füllstein mit weiteren Familiengütern zur Herrschaft Roßwald. Nach dem Konkurs und Tod des Gutsbesitzers Albert Joseph von Hoditz wurde die 1778 an das Bistum Olmütz heimgefallene und überschuldete mährische Lehnsherrschaft Roßwald unter landesherrliche Verwaltung gestellt. Ab 1780 amtierte der neu ernannte Oberdirektor der mährisch-schlesischen Staatsgüter, Hofrat Anton Kaschnitz zu Weinberg, als Zwangsverwalter der Herrschaft Roßwald. Er ließ bis 1784 im Zuge der Raabisation sechs abgelegene Meierhöfe aufheben und parzellieren. Die Kolonie Schärfenberg wurde 1785 auf den Fluren eines Füllsteiner Meierhofes angelegt. Aus den Verkaufserlösen von der Gründung von sieben Kolonien konnte Kaschnitz die Herrschaft sanieren und 1790 wieder an Erzbischof Anton Theodor von Colloredo übergeben, der sie 1791 an Carl Czeike von Badenfeld verkaufte. Zwischen 1798 und 1846 wurde die Kolonie als Scharfenberg bezeichnet.
Im Jahre 1835 bestand Scharfenberg aus 18 Chaluppen mit 123 deutschsprachigen und katholischen Einwohnern, die vom Tagelohn und geringem Ackerbau lebten. Pfarr- und Schulort war Füllstein. Das Dorf war Teil der großen mährischen Enklave Hotzenplotz. Bis zur Mitte des 19. Jahrhunderts gehörte Schärfenberg zur Lehnsherrschaft Roßwald.
Nach der Aufhebung der Patrimonialherrschaften bildete Schärfenberg ab 1849 einen Ortsteil der Gemeinde Füllstein im Gerichtsbezirk Hotzenplotz. Ab 1869 gehörte Scherfenberg zum Bezirk Jägerndorf. Zu dieser Zeit hatte die Kolonie 132 Einwohner und bestand aus 18 Häusern. Der tschechische Name Ostrá Hora ist seit 1871 nachweislich. Im Jahre 1900 lebten in Schärfenberg 84 Personen, 1910 waren es 83. Nach dem Ende des Ersten Weltkrieges 1918 wurde Schärfenberg Teil der neugegründeten Tschechoslowakei. Beim Zensus von 1921 lebten in den 19 Häusern der Kolonie 82 Personen, davon 79 Deutsche. Im Jahre 1930 bestand Schärfenberg aus 20 Häusern und hatte 73 Einwohner. Nach dem Münchner Abkommen wurde die Kolonie im Herbst 1938 dem Deutschen Reich zugesprochen und gehörte bis 1945 zum Landkreis Jägerndorf. Nach dem Ende des Zweiten Weltkrieges wurde Ostrá Hora 1945 wieder Teil der Tschechoslowakei. Die deutschsprachige Bevölkerung wurde 1946 fast vollständig vertrieben. Im Jahre 1950 lebten in den zwölf Häusern von Ostrá Hora nur noch 44 Personen. Im Jahre 1961 wurde Ostrá Hora in den Okres Bruntál umgegliedert. Im Jahre 1970 hatte Ostrá Hora 29 Einwohner. 1991 bestand Ostrá Hora aus drei Wohnhäusern und hatte neun Einwohner. Beim Zensus von 2011 lebten in den 16 Häusern des Ortsteils elf Personen. 

## Ortsgliederung
Ostrá Hora ist Teil des Katastralbezirks Bohušov.